# Detritivor
Detritivori također poznati kao detritofagi ili saprofagi jesu heterotrofi koji hranjive tvari priskrbljuju konzumacijom detritusa (raspadne organske tvari). Time pridonose dekompoziciji i ciklusu hranjivih tvari.
Detritivori čine važan aspekt mnogih ekosustava. Mogu živjeti na svakom tlu s organskom komponentom pa se mogu pronaći u morskim ekosustavima gdje se još nazivaju pridnenim hraniteljima.
U tipične detritivorne životinje ubrajamo stonoge, drvne uši, izmetne muhe, mnoge terestričke crve, morske zvijezde, rakove gudače i neke sedentarne mnogočetinaše kao što su amfitriti (Amphitritinae, crvi porodice terebellidae) i ostali terebelidi.
Mnoge vrste bakterija, gljiva i protista, koji ne mogu progutati sićušne ostatke tvari, žive tako što apsorbiraju i metaboliziraju na molekularnoj razini. Strvinari se obično ne smatraju detritivorima jer općenito konzumiraju veće količine organske tvari. Koprovori se također obično zasebno označavaju jer pokazuju nešto drugačije hranidbeno ponašanje. Jedenje drva, živog ili mrtvog, naziva se ksilofagija.

## Ekologija
U hranidbenim mrežama detritivori općenito imaju ulogu dekompozitora. Detritivore obično jedu potrošači pa stoga obično imaju važne uloge kao reciklatori u ekosustavnom protoku energije i biogeokemijskim ciklusima.
Mnogi detritivori žive u zrelim šumama iako se termin može primijeniti na određene pridnene hranitelje u vlažnom okolišu. Ovi organizmi igraju ključnu ulogu u bentičkim ekosustavima formirajući esencijalne hranidbene lance i sudjelujući u ciklusu dušika.
Gljive koje djeluju kao dekompozitori važne su u današnjem terestričkom okolišu. Tijekom karbonifernog perioda gljive i bakterije tek su trebale evoluirati sposobnost probavljanja lignina pa su se veliki depoziti uginulih biljnih tkiva akumulirali tijekom ovog perioda, poslije postavši fosilna goriva.
Hraneći se na sedimentima izravno radi ekstrakcije organskih sastojaka, neki su detritivori slučajno koncentrirali toksične polutante.

## Saprofiti
'Saprofit' (-fit znači 'biljka') botanički je termin koji se danas smatra zastarjelim. Ne postoje pravi saprotrofni organizmi koji su embriofiti, a gljive i bakterije ne nalaze se više u carstvu biljaka. Biljke koje su nekoć smatrane saprofitima kao što su nefotosintetske orhideje i monotropi poznate su danas kao paraziti na gljivama. Ove se vrste danas nazivaju mikoheterotrofima.

## Više informacija
- Koprofilne gljive
- Dekompozitor
- Saprotrofna prehrana